# ニーア ゲシュタルト/レプリカント
『ニーア レプリカント』（NieR Replicant）および『ニーア ゲシュタルト』（NieR Gestalt）は、2010年4月22日にスクウェア・エニックスから発売されたアクションRPG。『レプリカント』はPlayStation 3、『ゲシュタルト』はXbox 360でそれぞれ発売。海外ではPS3・Xbox 360の両機種ともに『ゲシュタルト』の内容で『NIER』のタイトルで販売している。
ダウンロード販売を終了していた「ニーア ゲシュタルト」が突如、2021年11月4日に国内Xbox 360ストアにて配信が再開された。また、海外版も同時に国内配信された。どちらもゲーム内容は『ゲシュタルト』であるが、国内版と海外版で若干の違いがある。また、Xbox Oneの下位互換対応タイトルとして追加されている。
キャッチコピーは「一人のために、全てを滅ぼす」。
ここでは『レプリカント』のバージョンアップ版となる作品『ニーア レプリカント ver.1.22474487139...』についても扱う。

## 概要
本作は『ドラッグオンドラグーン』（以下「DOD」）の製作陣によって開発されたリアルタイムアクションRPGである。
事実上の裏設定として、『DOD』のEエンド（通称：新宿エンド）からおよそ1400年後/1300年後の世界が舞台となっているものの、『DOD』とのストーリー上の直接的な関係はない。『DODシリーズ』のほか、続編である『ニーア オートマタ』とも作品の世界を共有している。
『DOD』のマルチエンディング制を踏襲しており、周回するごとに、または特定の条件を満たすことによって異なるエンディングを見ることができる。設定資料集においてはエンディング後のアフターストーリーが描かれている。
『レプリカント』は兄妹の、『ゲシュタルト』は父娘の、それぞれの愛を描いた作品となっている。当初、開発チームは現在の『レプリカント』にあたる青年版を『ニーア』として開発していたが、本作のプロデューサーである齊藤陽介（スクウェア・エニックス）から海外市場も見据えたいという意向が示されたため、日欧米スタッフを交えた議論を行った結果、青年版ではない現在の『ゲシュタルト』にあたる内容への変更が提案された。一方、ディレクターの横尾太郎らは青年版を制作したい意向が強く、最終的にはPS3日本版のみ兄妹版『レプリカント』に、それ以外は父娘版の『ゲシュタルト』にタイトルを分けることに決定した。
オープニングから本編にいたる年数の経過は『レプリカント』が1400年、『ゲシュタルト』が1300年となっている。両者はパラレルワールドではなく、くり返されている世界のパターンのひとつであり、主人公とヨナの関係は時代により異なるという設定がある。

## システム
三人称視点からなるアクションが基本となるが、ステージやフィールドによっては弾幕シューティングや横スクロールアクションを思わせる要素・カメラワークが登場する。これらは、変質していくゲームを作りたいという横尾の工夫の一つであり、往年の名作ゲームから様々なパロディを取り入れている。
武器
標準的な片手剣、圧倒的な攻撃力とリーチがある代わりに隙が大きい両手剣、速さと攻撃力はあるが範囲が狭い槍の三種が用意されており、その中から一つを選んで装備するシステム。
また、『DOD』シリーズ同様、今作にもウェポンストーリーがそれぞれに作られている。ゲーム中で閲覧することは不可能だが、設定資料集には全て掲載されている。ダウンロードコンテンツ中のボーナスとしても販売されている。『ver.1.22474487139...』ではゲーム中に収録された。
魔法
白の書を仲間にした後、魔法を使えるようになる。魔法は少年期前半（『ゲシュタルト』では前半）のストーリーが進むごとに新たなものを会得していく。
ワードエディット
敵を倒すと手に入る言葉を組み合わせる事によって、武器の特性や身体能力、魔法の強化をすることができる。
ワードはそれぞれの技名や武器名の前後に一つずつ装備する事ができ、攻撃力・身体能力・特殊効果などの効果を引き伸ばすものがある。

## ストーリー
主人公とヨナの関係は、『レプリカント』では兄妹、『ゲシュタルト』では父娘である。両作の本筋はほぼ同一になるが、シナリオの解釈などが一部異なるほか、台詞や心理描写に違いがある。また、元々『レプリカント』として作ったものを父娘の関係である『ゲシュタルト』に変更した都合上、一部の演出や描写で齟齬が発生している。

### プロローグ
2053年/2049年(レプリカント/ゲシュタルト)の廃墟と化した東京。主人公とヨナは逃げ込んだスーパーマーケットで次々と来る正体不明の怪物に襲われる。主人公はそれを撃退すべく奮闘するが、ヨナは力尽きてしまい、主人公は絶望する。

### 本編
少年期（ゲシュタルトでは前半）
プロローグから1400年後/1300年後(レプリカント/ゲシュタルト)の世界。人々は「黒文病」と呼ばれる不治の病と「マモノ」と呼ばれる怪物の襲撃に生活を脅かされていた。
主人公とヨナはある片田舎の村に暮らしており、主人公が村のリーダーである双子の姉妹デボル・ポポルから仕事をもらうことで生計を立てていた。病弱なヨナは黒文病を発症しており、治療法もなく苦悩する日々を送る主人公。そんなある日、月の涙という花を探してヨナが失踪し、捜索に出た主人公はその先で人語を操る謎の書籍「白の書」と出会う。ヨナを救出して村に帰った主人公は、デボル・ポポルに「白の書」についての言い伝えを聞き、ヨナを救うため「失われた言葉」を探す旅に出る。
主人公は旅の途中で二刀流の女戦士カイネや、目隠しをした少年エミールと仲間になり、そうしてすべての「失われた言葉」を手にするが、突如として主人公の住む村が巨大なマモノに襲われる。マモノを封印するためにカイネはエミールの力によって石化し、そしてヨナは「黒の書」を引き連れた魔王と呼ばれる者にさらわれてしまう。
青年期（ゲシュタルトでは後半）
5年後。エミールがカイネを救出するために、人間兵器にされていた自らの姉ハルアの力を吸収し、その力でカイネを石化から解放する。復活したカイネ、そして主人公とエミールは、デボル・ポポルに魔王と石の神殿の関係を示唆され、再び各地を巡ってそこにいくための鍵を獲得する。
すべての鍵を集め、石の神殿の扉を開いた主人公たち。その前にデボル・ポポルが立ちふさがる。白の書が双子に「おまえたちは人間にあらず」と語りかけると、双子は「ここにいる全ての者が人間に作られた人間もどき」であるということを明かす。実は主人公たちはこの時代から約1400年/1300年前に実行された「ゲシュタルト計画」によって生み出された「いずれ人類を復活させる際に魂を入れる器として作られた肉体（レプリカント体）」であり、自身らがマモノと呼称して倒していた存在こそが「いずれ復活する人類の魂（ゲシュタルト体）」だった。
主人公たちとの戦闘でデボルを失ったポポルは暴走し、エミールは主人公たちを逃がすため、ポポルと相打ちとなる。主人公とカイネは魔王と対峙し、ヨナを連れ戻すために戦う。眠っていたヨナが目覚め、傷ついた魔王に歩み寄り「私の体の中にいる子(レプリカント体のヨナ)が、お兄ちゃん/お父さんに会いたいと泣いている。この子に体を返す」と魔王に語る。ヨナは魔王の制止も構わず、自ら日光を浴びることでゲシュタルト体である自身を消滅させる。妹を失った絶望で暴走する魔王に対し、主人公は自分と魔王が同じ立場であることを感じながらも彼を打ち倒す。

### エンディング
A - Eエンディングまでの5種類がある。Eエンディングはレプリカント ver.1.22474487139..のみ。
Aエンディング
意識を失っていたヨナだったが、主人公の呼びかけにより無事に目覚める。カイネは2人の再会を見届けて「個人的に片付ける問題がある」と去っていく。
住んでいた村の丘でなぜか5年前の主人公とヨナが寝そべり、青空を見上げている様子が映る。
白い背景に変わり、5年後のヨナが魔王の手をとり顔を見上げている姿で幕を閉じる。
Bエンディング
魔王はプロローグの主人公のゲシュタルト体、ヨナから離れた黒い煙は彼女のゲシュタルト体である。
ヨナの苦しみを救えなかった自分を責める魔王のもとにプロローグの姿のヨナが現れ、「ずっと一緒にいてくれてありがとう」と語る。またエミールがかろうじて生存していたことが分かる。
Cエンディング
魔王を倒し、ヨナを救った後、カイネは自分の半身に憑くマモノを抑えきれず暴走。
暴走直前に最期の頼みとして「殺してくれ」と主人公に言っており、主人公はその望みをかなえる。カイネは「ありがとう」と告げて消滅する。
Dエンディング
主人公の存在そのものと引きかえにカイネが命を取り戻す。主人公は全ての人々からその存在を忘れられ、生きていた証（セーブデータ）も全て消滅する。
ヨナも主人公がいた記憶を失っており、カイネが助けてくれたと礼を言うが、カイネにはそんな気がしない。一瞬、主人公がいた記憶が頭によぎり「何か大切なものをもらった気がする」と呟くが、主人公が存在していたという記憶は既にカイネからもヨナからも失われていた。
Eエンディング
Dエンディングから数年後。神話の森で起きた異変を調査に来たカイネはエミールと再会。自分自身の記憶と戦った末に失われた大切なものを取り戻す（Dエンディングで削除されたセーブデータが復元される）。

## 登場キャラクター
※声優はレプリカントのみ記載。

### メインキャラクター
主人公
声 - 岡本信彦（少年期）、遊佐浩二（青年期）、松田健一郎（ゲシュタルト / ver.1.22474487139...）
ヨナと二人で暮らしており、純粋で正義感が強く、唯一の肉親であるヨナを非常に大切にしている。ヨナの黒文病を治すため、シロと共に各地を奔走、マモノとの戦いへと身を投じていく。
『レプリカント』では兄として登場。誕生日は6月6日。少年期には貧しいながら笑顔を絶やさない元気な少年として描かれているが、5年後の青年期ではどこか影を感じさせる青年へと成長し、笑顔を見せる事が無くなっている。また少年期に比べ、言動に若干乱暴な部分が出てくるようになった。
『ゲシュタルト』では、妻に先立たれてから男手一つでヨナを育てた父親として登場。誕生日は9月11日。愛娘の為に日々奮闘し、その溺愛っぷりは時折過保護とも受け取れる。
ファンの間では「ニーア」と呼ばれているが、作中ではプレイヤーがプレイ開始前に設定した名前でしか呼ばれておらず、設定時のデフォルトの名前も用意されていない。ディレクターのヨコオタロウによると「ニーア」とはタイトル名であり人名ではないとのこと。ヨコオタロウがディレクションしている作品において、キャラクターのいずれも主人公の名前をニーアと読んだことはないと発言している。
ただし、2011年発売のドラマCD『ウシナワレタコトバトアカイソラ』では「ニーア」と呼ばれている。
アプリ『ニーア リィンカーネーション』では名前を奪われ、「世界を滅ぼした男」と呼ばれている。
白の書
声 - ピーター、安元洋貴（ver.1.22474487139...）
石の神殿で主人公と出会う、人語を話す「封印の書物」。ゲシュタルト版での名称はGrimoire Weiss(グリモア・ヴァイス)。博識で尊大だが、時々ボケたりするなど憎めない性格の持ち主。主人公や他の仲間からは「シロ（ゲシュタルト版ではヴァイス）」と呼ばれている。当初はこの呼び方に文句を言っていたが、最後に嫌いではなかったと語っている。
主人公との出会いの際にほとんどの記憶を失い、自身が何者であるのか忘れてしまっている。口が達者かつ毒舌でカイネとは些細な言い争いが耐えず、自ら「口が最大の武器」と自負している。封印されし言葉を得ることで魔法を使えるようになる。
ゲーム中における記録やステータスの閲覧は、この白の書を見るという形態になっている。そのため、白の書が存在しないとそれらのデータは閲覧不可能である。
本来白の書は封印されし言葉を集め、その後「黒の書」と融合することで全てのゲシュタルト体を強制的に肉体に戻すようプログラムされていたのだが、記憶を失っていた白の書はレプリカント体の側に付き、黒の書を拒絶した。最後には魔王を倒すために消滅する。
ヨナ
声 - 野中藍
主人公の妹（レプリカント）、または娘（ゲシュタルト）。主人公を気遣い、とても大切に思っているが、過度に依存している。生まれつき病弱であったが、更に謎の奇病「黒文病」を患ってしまう。作る料理が非常に不味く、主人公に手料理を作っては彼を困惑させてしまうが、本人には料理が下手だという自覚は全く無い。オリジナルであるゲシュタルト・ヨナが崩壊体になっているため、ヨナの黒文病発症は不可避の運命となっている。
名前の由来は聖書の「ヨナ書」と小説『ハイブリッド・チャイルド』のヒロインから。
カイネ
声 - 田中敦子
二刀流の女戦士。その可憐な見た目に反して祖母譲りの豪快さ・言動の荒さが特徴的である。 数年前まで祖母と二人暮らししていたが、巨大なマモノ「フック」に襲われ祖母は死亡。カイネも瀕死の重傷を負うが、その際に半身にマモノ・テュランが取り憑き、「マモノ憑き」となる。
両性具有であることを理由に酷い虐めを受けていた過去の反動と、半身のマモノの侵食を防ぐ為に大胆な下着姿をしており、白の書からは「下着女」と呼ばれ、事あるごとに口喧嘩をしている。半身に包帯を巻いているのは、テュランに対するカイネなりの配慮である（マモノは日光を浴びると消滅する）。
マモノへの憎悪のみが生きる理由となっていたが、祖母の仇のマモノを主人公が撃破し、復讐が終わったことで生きる理由を失う。その後は主人公のために剣を振るうようになり、行動を共にするうちに主人公への思いを募らせるようになる。
テュランの影響で彼女のみマモノの声を聞くことができ、二周目以降だとマモノの台詞に字幕があてられる。
両性具有であるのは長年に渡るレプリカントシステムのエラーによるもので、オリジナルのカイネは婚約者もいる普通の女性である。
エミール
声 - 門脇舞以
南平原にある洋館に執事と二人で住む少年。その目には見たモノを石に変える力があり、普段は目隠しで覆っている。目が見えない分、聴力に優れており、足音だけで相手の性別や年齢を判断できるほどである。カイネと主人公を慕い、特に主人公に対しては愛情と言えるほどの好意を抱いている。
過去に双子の姉ハルアと共に「スノウホワイト計画の実験体」にされた。姉は対レギオン用実験兵器となるが暴走。エミールは彼女を止める石化の能力を持つ兵器へと改造された。
実験兵器7号
やむなく石化させてしまったカイネを救うべく、エミールがハルアの力を吸収して成った姿。骸骨のような容姿であり、マントで覆った身体部分も全て人骨のような姿となっている。
石化能力を失った代わりにバリエーション豊富な魔法攻撃を備え、劇中でも様々な危機にその魔力で対応している。強力な魔力を秘めたその肉体はとても頑丈であり、実質不死身に近い。
続編である『ニーア オートマタ』にも登場するが、オリジナルではなく分身体であり、度重なる分裂と時間の経過により記憶の一部を失っている。

### サブキャラクター
デボル&ポポル
声 - 白石涼子
主人公たちの村に住む、赤い髪が特徴的な美しい双子の姉妹。主人公とヨナの良き理解者である。
活発な性格のデボルは噴水の前や酒場で好きな歌を歌って自由に過ごし、温和な性格のポポルは図書館で館長をしており、外の街・村の長との顔役としての仕事をこなしている。ポポルは酒に強く酔うと凶暴化する一方、デボルは下戸らしく、酔うと普段とは打って変わって陽気で子供じみた口調となる。
『レプリカント』では両親のいない幼い主人公達を不憫に思い、仕事と報酬を与えてくれる（これはデボル&ポポルだけでなく村の住人も同様）。また、封印されし言葉を初めとするヨナを救うための情報を調べ、進むべき道を示してくれる。一方『ゲシュタルト』では娘のために全てを捧げる主人公の助けとするべく、仕事の斡旋をはじめとした支援を行う。
その正体はゲシュタルト計画の監視・監督の為に造られたアンドロイド。当初は感情を持たない存在であったが、互いをはじめ多くの者とふれあう中で次第に感情を芽生えさせていく。主人公に対して進むべき道を示していたのは、魔王の暴走を察知して、急遽ゲシュタルト計画を実行することになったため。
その後は魔王の城にて主人公達の前に立ち塞がり、ゲシュタルト計画の秘密を知った主人公達を消すべく戦いを挑んでくる。しかし、戦いの中でデボルが死亡したことで連れ添いを失ったショックからポポルの精神は崩壊。そのまま発狂した状態で主人公達の道連れを試みるものの、最後は捨て身となったエミールの術によって周囲の空間ごと消滅した。
続編である『ニーア オートマタ』では、同名の別個体として登場する。
黒の書
声 - 立木文彦
白の書と対となる存在。ゲシュタルト版での名称はGrimoire Noir(グリモア・ノワール)。古の歌に病を振り撒くものとしてその存在が謳われるものの、所在は不明。ヨナを救う為、主人公が探している。
作中最初期に登場する黒の書は複製品であり、触れたものをゲシュタルト体へ変換する機能を持つ。現在は魔王と契約しており、主人公が使う魔法と同等かそれ以上の魔法を駆使する。
自信過剰で傲慢であり、白の書を格下扱いしている。実際に白の書の封印された言葉を奪い取るなどの機能がある。
ハルア
声 - 諏訪彩花（ver.1.22474487139...）
実験兵器6号へと改造された、エミールの姉。暴走したために、1000年以上もの間エミールによって石化されて研究所の地下に磔にされていた。
実は改造されてもなお人の心を保っており、暴走の実態はエミールを守ろうとして力を行使したにすぎない。しかしそれがエミールの改造につながってしまった。エミールの石化も自らエミールを傷つけないために進んで受け入れた。
フィーア
声 - 綾里まる
仮面の国で出会う少女。過去にカイネに命を救われている。
顔に酷い火傷を負ったことで奉公に出されており、仮面の国の出身ではない。戸籍が無いため掟により言葉を話すことができない。その代わり周りからとても慕われており、後に仮面の王と婚約する。しかし、婚礼の儀の当日に狼の群れに襲撃され、死亡する。
仮面の王
声 - 綾里まる（少年期）、重松洋祐（青年期）、榎木淳弥（青年期 / ver.1.22474487139...）
その名の通り仮面の国の王を務める人物。主人公達とは砂の神殿で助けられたことで縁ができる。好奇心が強く、幼さも手伝ってか、しょっちゅう掟を破る。それでも民のことは家族同然に大切に想っているため家来達からは信頼されており、良き王でもある。なお、仮面の国で唯一顔を見せているキャラクターである。
最終決戦時、主人公のためにマモノの足止めを買って出るも、部下を全て殺され相打ちとなる。
テュラン
声 - 森久保祥太郎
カイネの半身に取り憑いたマモノ。粗暴かつ常に高揚とした口調で話す。
猟奇的な思考の持ち主で、マモノだろうが人間だろうが殺せればいいということでカイネに力を貸している。隙あらばカイネの身体を乗っ取ろうと目論んでいるが、主人公達と行動を共にするようになって変化していくカイネの感情に、次第に興味を惹かれていくようになる。
オリジナルの本名は「由良 正義」（ゆら まさよし）で、自衛隊に所属していた。指名手配を受けたため改名してゲシュタルト化したが、レプリカントは処分され存在していない。
『ドラッグオンドラグーン 死ニ至ル赤』に登場するネロは彼の祖先にあたる。
魔王
全てのマモノを統べる存在。短期間で様々な魔法を習得し、主人公も使えない魔法を操るなど、主人公以上に書の力を引き出している。
その正体はかつて新宿でヨナを守っていた主人公である。レプリカの黒の書を持って唯一崩壊体化しなかったオリジナル・ゲシュタルトであり、他のゲシュタルトは魔王からの魔素を取り込むことで崩壊体化を緩和することができる。ヨナのみ、その仕組みができる前に黒の書に触ってしまったため、魔素によって崩壊体化を止めることができなくなっている。
1000年後に病(崩壊体化)がなくなった世界となるので、それまで魔素の供給を続けるように依頼されていたが、1300年経過してなおヨナの崩壊体化を止める術がないことに激怒し、強制的にヨナを人間に戻そうと動き出す。しかし、最終的には黒の書とヨナを失い、生きる目的を失った末に主人公に倒されてしまう。全てが終わった後、真っ白な空間でヨナの魂と共に、すべてから解放されて消滅した。
ヘンゼル＆グレーテル
白の書を守護するマモノ。白の書を守る日々を誇りとしており、プライドが高い性格。
しかし、ヘンゼルは主人公が白の書を手に入れた際に殺され、白の書を奪われ片割れを失ったグレーテルは無気力な日々を送っていたが、見下していた小さなマモノたちの優しさに触れ、彼らを守ることを誓う。
魔王の元へ向かう手がかりを探しに再び乗り込んできた主人公達から仲間を守るために戦いを挑むが、力及ばず敗れ死亡。もはや戦うことすらできなくなった果ての慟哭は極めて悲しげである。「石の守護神」の所持者。
フック
崖の村手前で戦うことになる、カイネの祖母の敵である爬虫類のような動きのマモノ。
複数のマモノの集合体であり、肥大したエゴによって他者を踏みにじることに悦楽を覚えるようになっている。集合以前から崩壊体であるが、合体したことでその意識は完全に崩壊している。
ウェンディ
フック同様複数のマモノの集合体。対となる位置に目が1つずつある球体というデザイン。その周囲を取り巻く帯のようなものは、主人公の魔法をはじいてしまう。「贄」の所持者。
マモノだけではなくレプリカントも取り込んでいるため、フック以上に理性が崩壊している。レプリカントを守ろうとしたマモノ、ただ静かに暮らしたかったマモノ、マモノを恐れる村民、マモノでも家族だと語る村民が融合しているせいか、もはや憎悪の塊となっている。
ゼペット
ロボット山の防衛システムであり、かつて生産された武器やロボットの耐久実験も行っていた。
しかし、長い年月の果てに暴走してしまい、目の前に存在するものが何者であろうとも耐久実験を行うようになった。
なお、名前は設定資料集から知ることができる。
クレオ
声 - あきやまかおる（ver.1.22474487139...）
ロボット山に住む、マモノの子供。母親と共に暮らしていたが、自分を逃がすための囮となって死亡してしまった。
素直な性格で山で出会ったP-33に懐き「ピーちゃん」と呼んでいたが、主人公によってもろともに殺されてしまう。
分身を5体生み出す能力を持つ。
P-33
声 - 安元洋貴（ver.1.22474487139...）
ロボット山で警護任務についていたロボット。しかし、何が任務なのかもはや判然としなくなっていた。「機械の理」の所持者。
クレオと出会い、様々なことを教わりクレオを守ることを最優先事項だと認識するようになる。それは、自身の崩壊すら無視してクレオを逃がそうとするほどに妄信的である。
マモノであるクレオとそれに与する自分を倒すために現れた主人公と戦うも追い詰められ、瓦礫を寄せ集めて翼を作り天井を突き破って脱出しようとするも、結局破壊されてしまう。
なお、ロボット山が何なのか、そこで作られているロボットたちの役割とは、といったことは設定資料集のSSで明かされている。
次回作である『ニーア オートマタ』では、この個体が製造された工場がステージとして登場する。
巨大樹
神話の森に聳え立つ、巨大な樹。ゲシュタルト版ではSleeping Beautyと呼ばれている。「記憶する樹」の所持者。なぜか住民に対して「死の夢」を見せていた。この死の夢は、特定の言葉を聞くことでいつの間にか引きずり込まれ、そのまま目を覚ますことなく死にいたるというもの。ノベルゲームの体裁で話は進み、無事脱出に成功すると目を覚ますことができる。夢の内容は、すでに消失した都会や惨劇の爪痕の残る館など、本人の記憶とは全く無縁のシチュエーションである。
正体は、魔素を動力として稼動する巨大ネットワークコンピューターの端末であり、人々の記憶を集めている。元々は意識を持たないただのコンピュータだったが、システムの一部はレプリカント同様に長い時の果てに自我を持つようになった。そのシステムはゲシュタルトと化しているようである。普段は集めた記憶のかけらを眺めることを楽しみにしていたようだが、いつしかその記憶のかけらは減少していったらしい。死の夢同様ノベルゲームの中で、宝石らしき何かを貪るマモノと判断した主人公に切り裂かれて消滅する。その後、神話の森の住民はなぜか巨大樹に対する敬意を失ってしまっていた。
シャハリヤール
砂漠にある神殿で、王の仮面を守護する存在。無数の箱のような物体で構築されており、核となる箱以外にはダメージは与えられない。
なお、王が死んだ場合、その仮面は返上される仕組みになっており、シャハリヤールはそのたびに復活するらしい。倒すのは王の候補者本人でなくてもいい。
ちなみにシャハリヤールを構築する無数の箱は、『ドラッグオンドラグーン』に登場する敵「ガーゴイルキューブ」と同一のデザインである。
ロック
狼たちを統率するマモノ。「忠誠のケルベロス」の所持者。始めは人間(=レプリカント体)との共存を望んでいたが、人間によって徐々に住家を追われ始める(砂漠のすぐ隣のエリアに草食動物もいる森が広がっているが、そちらには登場しない)。最初はそのことを許容していたものの、最終的に数多くの仲間を殺されたことで、人間との共存を諦め憎悪するようになってしまう。
仮面の王とフィーアの結婚式の際に仮面の国を襲撃しフィーアを殺害。追撃してきた主人公達と戦いを繰り広げるが共に応戦した狼とともに敗北する。
その正体は、とある老人が飼っていたただの犬である。その老人はゲシュタルト計画の際に、老い先短い自分よりもロックを生かすことを選び、ロックをゲシュタルト体にした。当初は人間との共存を望んでいたのも、老人に飼われていた頃の思い出があったためであった。その最期は優しかった老人の姿を思い出しながら静かに息を引き取るというもので、本作でも屈指の悲痛なエピソードとなっている。
深紅の書
エミールの洋館に眠っていた、封印の書の一冊。しかし、メインである白と黒の書のサポート程度の機能に制限されている。
ジャック
フック同様、多数のゲシュタルトの集合体。そのサイズはフックを上回り、城壁をまたぎ家を踏み潰せるほどとなっている。
例によって人格は完全に崩壊してしまっているが、ヨナを魔王の元に届けるという命令だけは焼きついており、それを果たすために首だけになっても数年経とうとも動き続ける執念のマモノ。
グース
ゲシュタルトの赤ん坊と母親が融合して生み出された、猪型のマモノ。融合したのが崩壊体でなかったことに加え、子を守らんとする母親の意識ゆえかその精神は正常を保っている。しかし、その心は虐殺者である主人公たちを殺すことに向けられている。
何度倒しても起き上がり、そのたびに毒の空気を撒き散らす(しかも密室で)という性質のため、激戦を潜り抜けてきた主人公たちをなすすべもない状況に追い込んだ。その後、足止めを買って出た仮面の国の軍勢と激闘を繰り広げ、仮面の王に致命傷を与えた直後に脳天を刺し貫かれ、とうとう相打ちとなって息絶えた。
ルイーゼ
声 - 悠木碧（ver.1.22474487139...）
エピソード『人魚姫』に登場。海岸の街に漂着した難破船で発見された謎の少女。喋ることが出来ず、身振り手振りでコミュニケーションを取る。自らの世話を献身的に行うハンスに次第に心を開いていく。
その正体は、魔王が造反した際の切り札として造られた人造のマモノ。いくつもの触手を持ったその巨体は他のマモノを圧倒する再生能力を誇り、日光によるダメージを瞬時に再生するため日中でも活動が出来る。1周目および2周目では自らに憎悪をぶつけるハンスを見て動きが止まり、その隙に討伐される。3周目では頭部の本体を直接攻撃され、「こんなにも世界は綺麗なのに」と呟いて息絶える。
ハンス
声 - 安元洋貴（ver.1.22474487139...）
海岸の街の郵便配達員。エピソード『人魚姫』では、難破船でルイーゼを発見し甲斐甲斐しく世話をする。3周目ではルイーゼの討伐後、カイネからルイーゼの手紙を受け取り、彼女の想いを知り涙する。

## 用語
黒文病
主人公達の住む世界で蔓延している奇病。感染経路、治療法等一切が不明で発症すれば確実に死に至る。名前の由来は発病すると体表に纏わりつくように出現する黒い文字から。主人公の娘/妹のヨナも侵されている。
古の歌によれば、白の書が失われし言葉を集め病原体である黒の書を消し去れば、病を治せるらしい。しかし、これは主人公に白の書と封印されし言葉を集めさせて黒の書へ届けるための方便である。
発症原因はオリジナルであるゲシュタルト体が崩壊体となったことによるものであり、崩壊体の治療法がないために必然的に黒文病も不治の病である。そのため痛み止め等で対症療法はできても、人の力で治療はできない。
実験兵器
国立兵器研究所が生み出した魔法を駆使する対レギオン用の戦闘兵器。元は全員ただの人間である。
最強の個体であるが暴走した6号とそれを抑止する7号が開発された時点で凍結している。
この研究施設の地上部分は洋館に偽装されている。
この研究所は敷地内に入った途端画面がモノクロになる、誰もいない部屋から叫び声が聞こえる、使用人が話しかけるまでマネキンのように固まっている、壁の絵が通るたびに不気味に変化するなど、謎の特徴を持つが真相は明かされない。
災厄
1400年前（ゲシュタルトでは1300年前）に突如降りかかった災害。
新宿に謎の巨人と赤き竜が落ちてきて、同時期に日本中に白塩化症候群が蔓延。やがてそれは世界中に広まり、人類は滅びの道を歩み始めることとなる。
白塩化症候群
災厄によってもたらされ世界中で蔓延した、身体が塩の柱となり死に至る病。致死率100%とされている。
原因は『DOD』のEエンドにて崩壊した母体の魔素。魔素には神の呪いが働いており、「人間を滅ぼす」という神との契約を強制的に結ばされるのだが、この際この契約に従わないと白塩化症候群となり死んでしまう。
病原体である魔素を異次元へ放出することにより、現在では根絶されている。
ゲシュタルト体
白塩化症候群による人類滅亡の危機を救うために、人類は魔法を利用し身体から魂を抜き出す「ゲシュタルト化」の技術を生み出した。それによって魂のみの状態になった人間をゲシュタルト体という。
ゲシュタルト体となった人間が仮の器に宿った者こそがマモノであり、元の人間に戻るために永い時を待ち続けている。
人の姿を失ってはいてもその精神は間違いなく人間であり、レプリカント体と共生を望んだり子供を大切にしたりする。
崩壊体
自我が崩壊し凶暴化したゲシュタルト体。
初期に生み出されたゲシュタルト体はほぼ全て崩壊体となってしまう失敗作だったが、完全適合したオリジナル・ゲシュタルトと呼ばれる存在の"魔素"を取り込むことで、ある程度安定して存在できるようになっている。
黒文病は崩壊体発生に伴って対応するレプリカント体にバグが発生したものであり、崩壊体を元に戻す方法がないために黒文病に治療方法はない。なお、これらのバグはゲシュタルト計画に加わった者の作為的なミスという説がある（この者はレプリカントが世界を統治すればよいと思っていた）。
コールドスリープなどで精神を停止状態にすれば崩壊体化そのものは進行しないらしく、ヨナはそれによって1000年間崩壊体化を免れていた。
レプリカント体
白塩化症候群による死を免れるため、ゲシュタルト体となった人間が病の脅威が去った際に人間に戻るため、その身体を基に作られた人間もどき。
本来は単なるゲシュタルト体の器でしかないがいつしか自我・人格を持つようになった。
設定資料集によると、生殖能力などはなくゲシュタルト計画の管理者が一定サイクルで生み出している。また、死後は白い繭のようなものになるらしい。
そのため作中では血縁関係が何に基づくのかは不明だが、主人公とヨナのように、元となったゲシュタルト体の血縁関係を引き継ぐ場合もある。
崩壊体となったゲシュタルト体からレプリカントを作ると、100%黒文病を発症することとなる。
マモノ
本作の敵。元々は白塩化症候群から人類を救うために肉体と魂を分離させるゲシュタルト計画よって肉体から切り離された魂である。本作品はレプリカント（肉体が意思を持つようになり独自の文化を創るようになった）が主役であるため、ゲシュタルト（魂）を敵としてマモノと呼ぶが、それは一部の狂化してしまったゲシュタルトである。共存や平和を望むマモノも存在するが、通常のレプリカントとは意思疎通の手段がないため敵として扱われている。独自の言葉のようなものを話し、大小様々な種類が存在する。どうやら、年齢や強さがサイズに影響する模様。傷付くと赤い血が飛び散る。
合体することで巨大化する者も存在する。ただし、大抵は合体すると理性が欠落していってしまう。
マモノ同士の階級も存在し、下の者は上の者に従順である。
日光を浴びると消滅するという特性を持っており、屋外では曇りの日しか活動できない。しかしゲーム中年月が進行すると、甲冑を着込むことにより、晴れの日でも屋外で活動する個体も出てくるようになる。この甲冑は魔法で剥がれるようになっており、晴れた日に鎧を失うと時間経過で消滅する。これはレプリカントと融合したマモノであっても同様であり、融合対象が自身のレプリカントであっても消滅してしまう。なお、なぜ日の光に弱いのかの説明はない。
レギオン
白塩化症候群に感染しても死なず、凶暴化した人間のこと。未感染の人間を襲い、襲われた者は白塩化症候群に罹患、死亡かレギオン化の道をたどることとなる。レギオン化後は身体そのものも変質化が進み、人型を逸脱し大型化する個体もいるらしい。
白塩化症候群に罹患した際、神との「人間を滅ぼす」という一方的な契約を受け入れたものがレギオンへと変化する。この契約を断れば白塩化症候群で即死することになる（科学的には、遺伝子の染色体に軽度の異常を持つ者がレギオン化すると分析されている）。
個々に団結といった意思はないが、レッドアイの命令にだけは忠実である。
レッドアイ
レギオンの中でも、赤い目をしており、より強い力を持つ個体。レギオンよりも異世界の神の干渉度が高く、神との契約にも前向きとされる。知性を残したままレギオン化しているため、まとまりの意思がないレギオンを統率できる存在であり、その出現によりレギオンの駆逐を一層厄介なものとした。
レギオン同様、その姿は人間からかけ離れていっており、体躯は2〜30メートルに達し、幾本もの腕や足を持つに至る。また、体内からレギオンを放出することも可能となっている。
設定資料集の年表によるとレプリカントもレッドアイと化す場合がある模様。死後繭と化したレプリカントが『DOD』の復活の卵らしき物の近くでレッドアイ化した、ということが語られている。
エリコの壁
白塩化症候群の感染者の温床と化した新宿を物理的に封鎖するために作り出された巨大な壁。レギオンとレッドアイによって内側から破壊されてしまい、結局白塩化症候群は日本はおろか世界中に広まることになる。
名前の由来はヘブライ聖書に登場する「エリコ」という街を囲む堅牢な城壁から。
赤き竜
かつて、新宿上空に謎の巨大物体（母体）とともに現れた竜と思しきもの。『ドラッグオンドラグーン』のEエンドに於けるアンヘルそのものである。
巨大物体が崩壊したところで自衛隊に撃墜されてしまい、以後回収されて研究されることになる。設定資料集によると、この撃墜命令がどこから出されたのか不明とのこと。
この赤き竜は研究途中に何者かに奪取されて行方不明となっている。
魔素
2003年に突如現れた巨人の体を構成していた粒子。白塩化症候群の原因になっている。「人間を滅ぼす」という契約を結ぶとレギオンとなり、断ると白塩化症候群で死ぬことになる。発症後に狂化と死亡の２種類に別れたのはそのためである。
200年ほど前に魔素のほとんどは異世界へと放出されて消滅しているが、魔王や神話の森など一部ではいまだに存在している。これらは神の意思や契約とは無関係に存在しているため、単にエネルギー源として残されただけの可能性がある。
魔法
黒文病の発生と同じ時期に登場した謎の力。伝説では「空から落ちてきた赤き竜」によってもたらされたとされる。
実際は、竜の研究により「多元世界説」が実証されたことで確立された、魔素を通じ多元世界からエネルギーを搾取することで「無から有を生み出す技術」である。魔法が確立されたことでゲシュタルト化が可能となった。
魔王の鍵
石の守護神、機械の理、贄、記憶する樹、忠誠のケルベロスというキーワードで示される、魔王の居城に至るために必要な鍵。完成すると正五角形になる。

## 有料DLC「15 Nightmares」
2010年5月13日より配信された有料DLC。購入すると主人公の自宅1階の本棚に日記が出現し、この日記を調べることで合計15の隠しステージに挑戦することができる。
各ステージ毎にクリア特典が存在し、レアアイテムや隠し武器、本編で使用できる隠しコスチュームを入手できる。
挑戦中は主人公のグラフィック及びボイスが変更され『レプリカント』の場合は『ゲシュタルト』の主人公になり、逆に『ゲシュタルト』の場合は『レプリカント』の主人公になる。
カイネとエミールの援護は無く、主人公1人での挑戦となる（白の書も登場しないが、魔法の使用は可能）。

## ニーア レプリカント ver.1.22474487139...
『ニーア レプリカント ver.1.22474487139...』（NieR Replicant ver.1.22474487139...）は、本項で扱っているPlayStation 3用アクションRPG『ニーア レプリカント』のバージョンアップ版となる作品。
PlayStation 4・Xbox One・Steam向けに、オリジナル版『レプリカント』の発売からちょうど11年目となる2021年4月22日に発売された。
2020年3月29日に行われた「【ニーア10周年】オケコン・舞台・トーク無理やり10時間やっちゃう生放送」において製作中であることが発表され、開発がトイロジックであることなどが公開された。
オリジナル版と違って海外でも『レプリカント』として発売されており、『ゲシュタルト』に相当する作品は無い。海外では初めて『レプリカント』の内容で発売されることとなった。
タイトルの数値1.22474487139...は1.5の平方根(√1.5)である。

### バージョンアップされた要素
- 単純なリマスターではなくグラフィックが刷新されている。
- フレームレートが60fpsに対応。
- サブクエストやモブキャラクターに至るまでフルボイス化された。
- ボイスはオリジナル版データの使い回しではなく、ほぼ同じ配役（一部交代あり）で再収録された。
- 剣や魔法などのバトルアクションや効果がオリジナル版から大幅に変更されたほか、フィールドアクション（主人公の走行速度など）や釣りの操作性なども見直されている。
- 細かなオブジェクトの追加。
- 音楽はリアレンジされたものが新規収録。

### 追加された要素
- 戦闘において攻撃対象を絞ることができるロックオン機能が追加。
- オートバトル機能が追加。
- 新たな武器、ワードが追加。
- 新たなクエストが追加。
- オリジナル版ではゲーム内に収録されず設定資料集で公開されたウェポンストーリーが本編に収録。
- 設定資料集に短編小説として発表されていた『人魚姫』のエピソードがゲーム化され収録。
- オリジナル版では有料DLCだった「15 Nightmares」が本編に収録。オリジナル版と同様、主人公の姿が父親の姿になる。
- 無料DLC「4 YoRHa」がリリース。キャラクターのコスチュームを『ニーア オートマタ』に登場した「ヨルハ部隊」のデザインへと変更でき、武器も追加される。
- BGMを『ニーア オートマタ』の楽曲に切り替えることができる。バトル、フィールド、イベントムービーの全てにおいて『レプリカント』に相応するものがある。
- 特定の条件を達成した状態でDエンドに到達し、データ消失後に再び少年期からゲームを進めるとEエンドのストーリーを見ることができる。